# Frontismo
Il termine frontismo individuava la politica del Fronte, nome dato alle coalizioni politiche di sinistra formate da comunisti e socialisti (ad es., Front populaire in Francia e Frente Popular in Spagna), e la tendenza dei partiti politici socialisti europei che nel secondo dopoguerra optavano per l'azione comune con i partiti comunisti e il blocco orientale.

## Frontismo italiano
In Italia sotto le insegne del Fronte popolare il Partito Comunista Italiano (PCI) ed il Partito Socialista Italiano (PSI) si presentarono uniti alle elezioni politiche del 1948.